# Evelyn Ugalde
Evelyn Ugalde Barrantes (San Joaquín de Flores, Heredia, Costa Rica, octubre del 1975) és una periodista, escriptora, editora i promotora cultural de costa-riquenya, va rebre dues vegades el Premi Nacional Joaquín García Monge de divulgació cultural per la seva feina, primer al 2009 i després al 2013 com a productora i al costat de la resta de l'equip del programa cultural Punt i Coma
Ugalde va estudiar comunicació col·lectiva a la Universitat de Costa Rica, treballant com a periodista a mitjans com La Nació, La Premsa Lliure, Canal 7, Central American Weekly i com productora, conductora i guionista del programa literari Punto y Coma de Canal 13, cofundadora de la revista literària Clubdelibros al 2001. Al 2012 va ser escollida personatge cultural de l'any. A més va fundar el mateix any l'Editorial Clubdelibros especialitzada en literatura fantàstica i promoció de la literatura.

## Carrera literària
Ugalde ha destacat en l'àmbit de la literatura per a nens i moltes de les seves obres estan dirigides al públic lector infantil i a la promoció de la lectura.
És coautora dels llibres Una estratègia de animación a la lectura para cada dia i 100 estrategias de animación a la lectura para secundària. El seu llibre Cuando los cuentos crecen, va publicar-se a Costa Rica en 6 edicions, a Colòmbia per mitjà d'Editorial Ovella Negra, amb Editorial Gent Nueva a Cuba, a Perú amb Editorial Malabares i amb Editorial Santuario per a República Dominicana. El seu llibre El cuentasueños va ser publicat per Atabal (2006) a Costa Rica i per Izar Edicions a Uruguai. Al 2013, va publicar El mundo de los amigos imaginarios.
També ha participat amb contes dins de les antologies; Objecte no identificat i altres contes de ciència-ficció, POE Segle XXI, Teranyines; contes de terror costarricenses, La fi del món: contes apocalíptics, Buajaja; contes de por per a nens valents, Penombres; contes de terror costarricenses, i altres.

## Obres
Antologies de contes
- Cuando los cuentos crecen (Atabal, 2006)
- El mundo de los amigos imaginarios (Clubdelibros, 2013)
- Los cuentos están locos (Clubdelibros, 2014)

Novel·les
- El cuentasueños (Atabal, 2007)

Col·laboracions
Participant amb un conte:
- El despertar de las leyendas, antologia Aquelarre.
- A Costa Rica nunca más, antologia POE Siglo XXI
- Deja Vú, antologia Telarañas
- Amor virtual, antologia Objeto no identificado
- Contemos historias de miedo, antologia Buajaja
- Yo quiero un cuento de susto, antologia Penumbras
- Huyendo del país de Nunca Jamás, antologia Mi media cebolla

Promoció cultural
- Una estrategia de animación a la lectura para cada día (coautora amb Kattia Muñoz, Clubdelibros 2006).
- 100 estrategias de animación a la lectura para secundaria (Clubdelibros, 2012)